# Devoxx

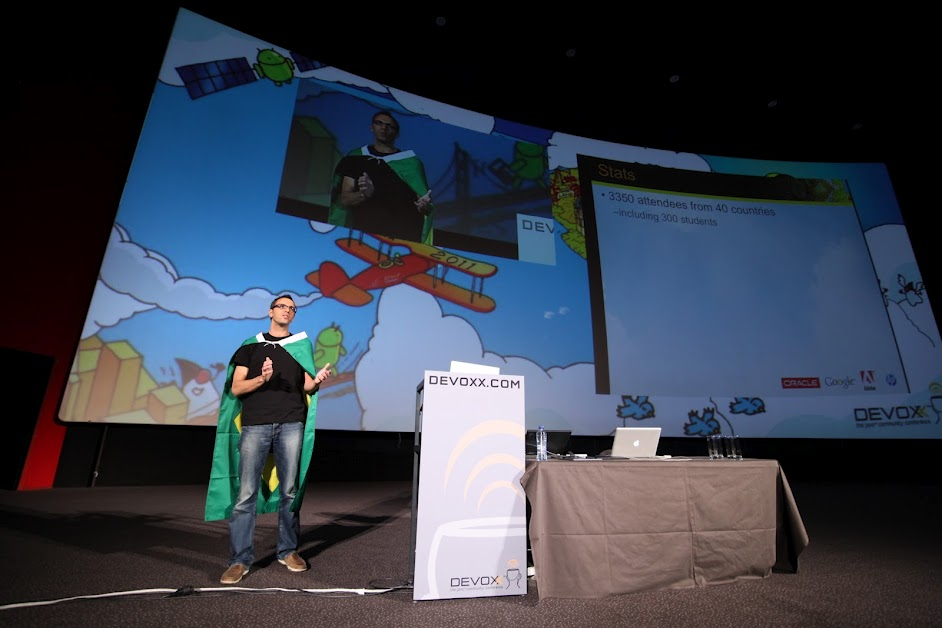
Devoxx 2011 Keynote

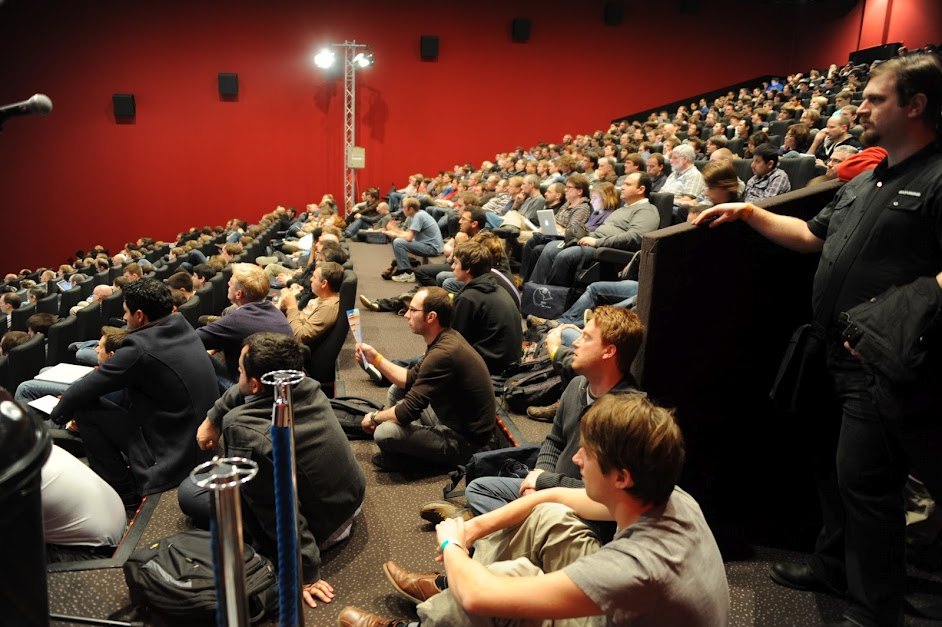
Devoxx 2011 Saal 8

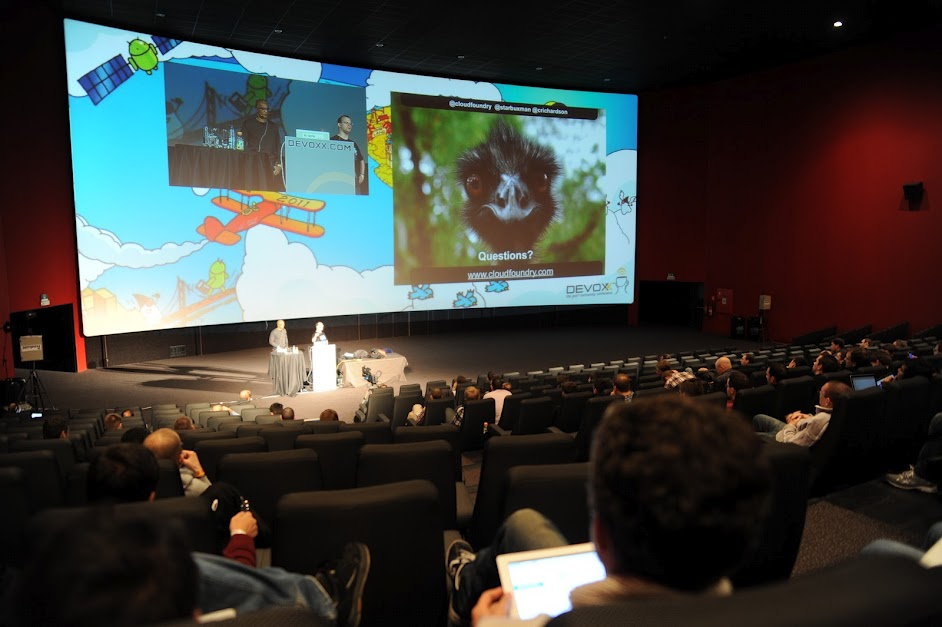
Devoxx 2011 Kinoleinwände

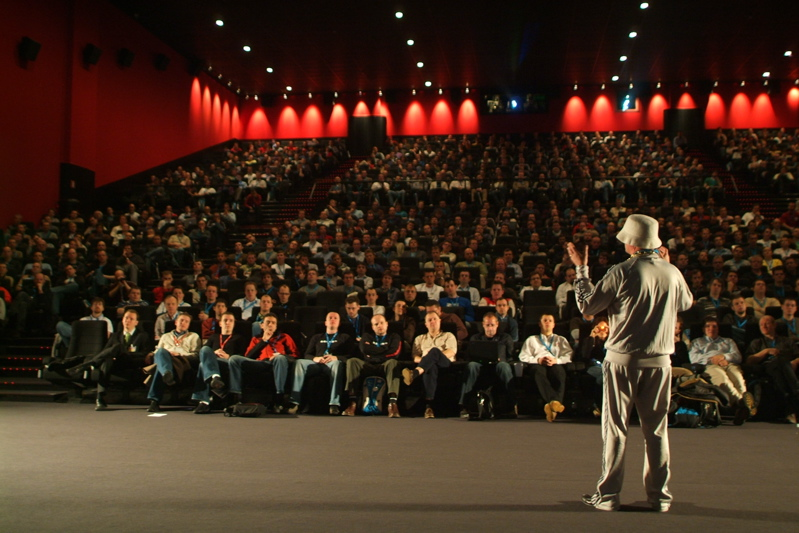
JavaPolis 2006

Die Devoxx (vorher JavaPolis genannt) ist eine jährliche europäische Konferenz über Java, Android und HTML5, die 2002 von Stephan Janssen initiiert wurde.
Sie wird von der Belgischen Java User Group organisiert.
Die Konferenz findet jedes Jahr etwa im November statt.
Mit über 2800 Teilnehmern im Jahr 2006 wurde JavaPolis die größte herstellerunabhängige Java-Konferenz der Welt.
2008 wurde die Konferenz in Devoxx umbenannt.
Mit mehr als 3300 Teilnehmern war die Devoxx 2011 schon sechs Wochen vorher ausverkauft.
Im Jahr 2012 war die Konferenz wieder bereits am 4. Oktober ausverkauft, also wieder sechs Wochen vorher.
Sie hatte 3400 Teilnehmer aus 40 verschiedenen Ländern.
2012 fand die erste Devoxx France statt, die von der Pariser Java User Group organisiert und vom 18. April 2012 bis 20. April 2012 in Paris durchgeführt wurde.
Mit mehr als 1200 Teilnehmern und 149 Sprechern war die Devoxx France eine Woche vorher ausverkauft.
Die erste Ausgabe von Devoxx 4 Kids fand 2012 statt und wurde am 13. Oktober 2012 in Gent und am 20. Oktober 2012 in Brüssel organisiert. Sie zog 65 Teilnehmer im Alter von 10–14 Jahren an.
Die Teilnehmer spielten mit Scratch und programmierten Lego Mindstorms.
Die Devoxx UK für 2013 wurde während der Eröffnungs-Keynote der Devoxx 2012 am 14. November 2012 in Antwerpen angekündigt.
Die erste Ausgabe der Devoxx UK war eine zweitägige Konferenz, die im Business Design Center in London von 26.–27. März 2013 direkt vor der Devoxx France stattfand. Devoxx UK soll von Ben Evans, Martijn Verburg, Dan Hardiker und Stephan Janssen in enger Zusammenarbeit mit der Londoner Java Community organisiert werden.
Die Devoxx PL für 2015 wurde während der Eröffnungs-Keynote der Devoxx 2014 in Antwerpen angekündigt.
Die Devoxx UA findet 2018 zum ersten Mal in Kiew unter diesem Namen statt.
Außerdem gibt es eine Devoxx MA in Marokko.

## Lokation
Die Devoxx findet im zweitgrößten Kinokomplex in Europa statt, dem MetroPolis in Antwerpen.
Deshalb können die Vortragenden Video und Folien der Präsentationen auf die riesigen Kinoleinwände projizieren und die vorhandene THX-Audio-Infrastruktur nutzen.